# Nyilvános telefon

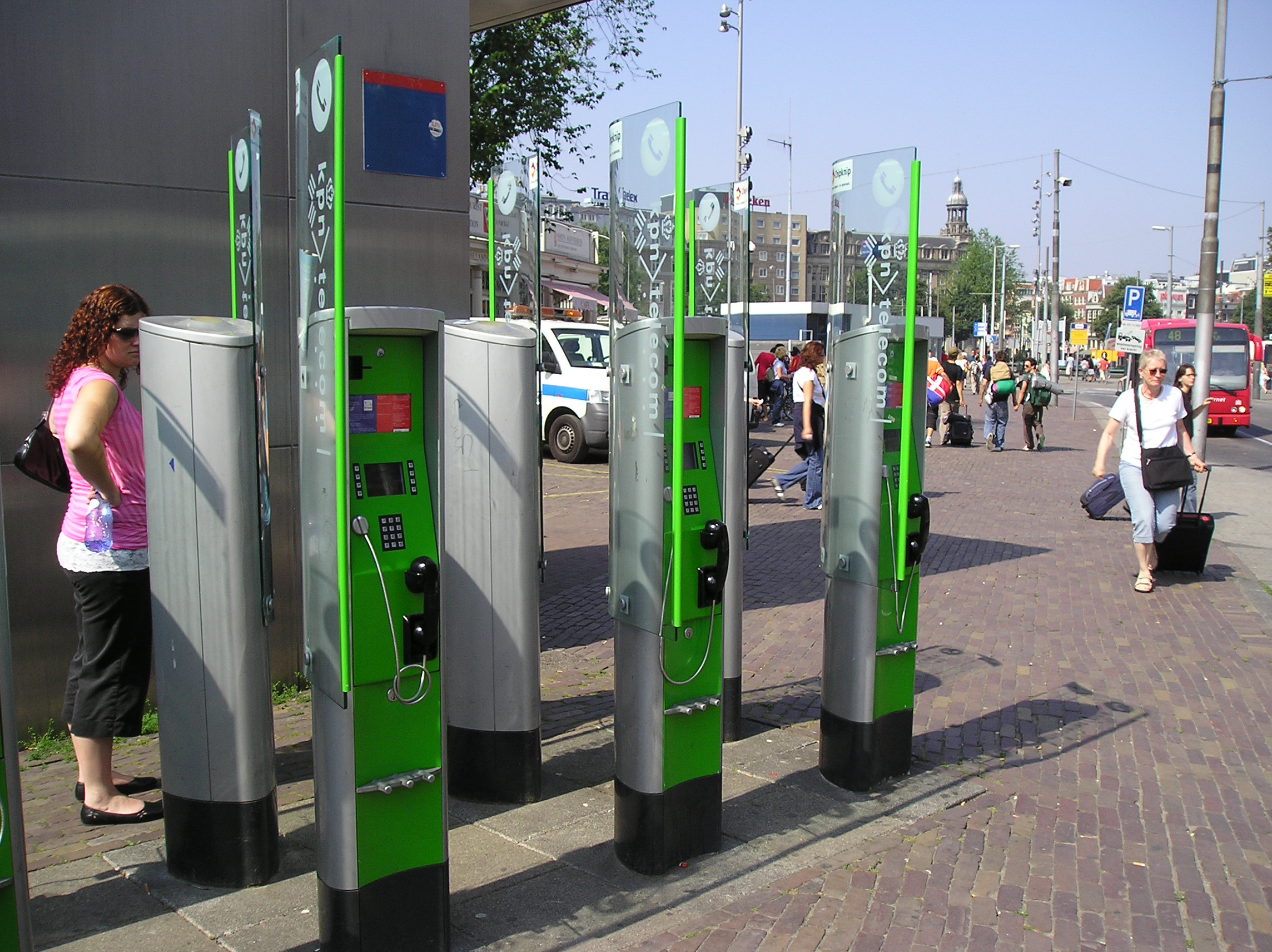
Nyilvános telefonok Amszterdamban

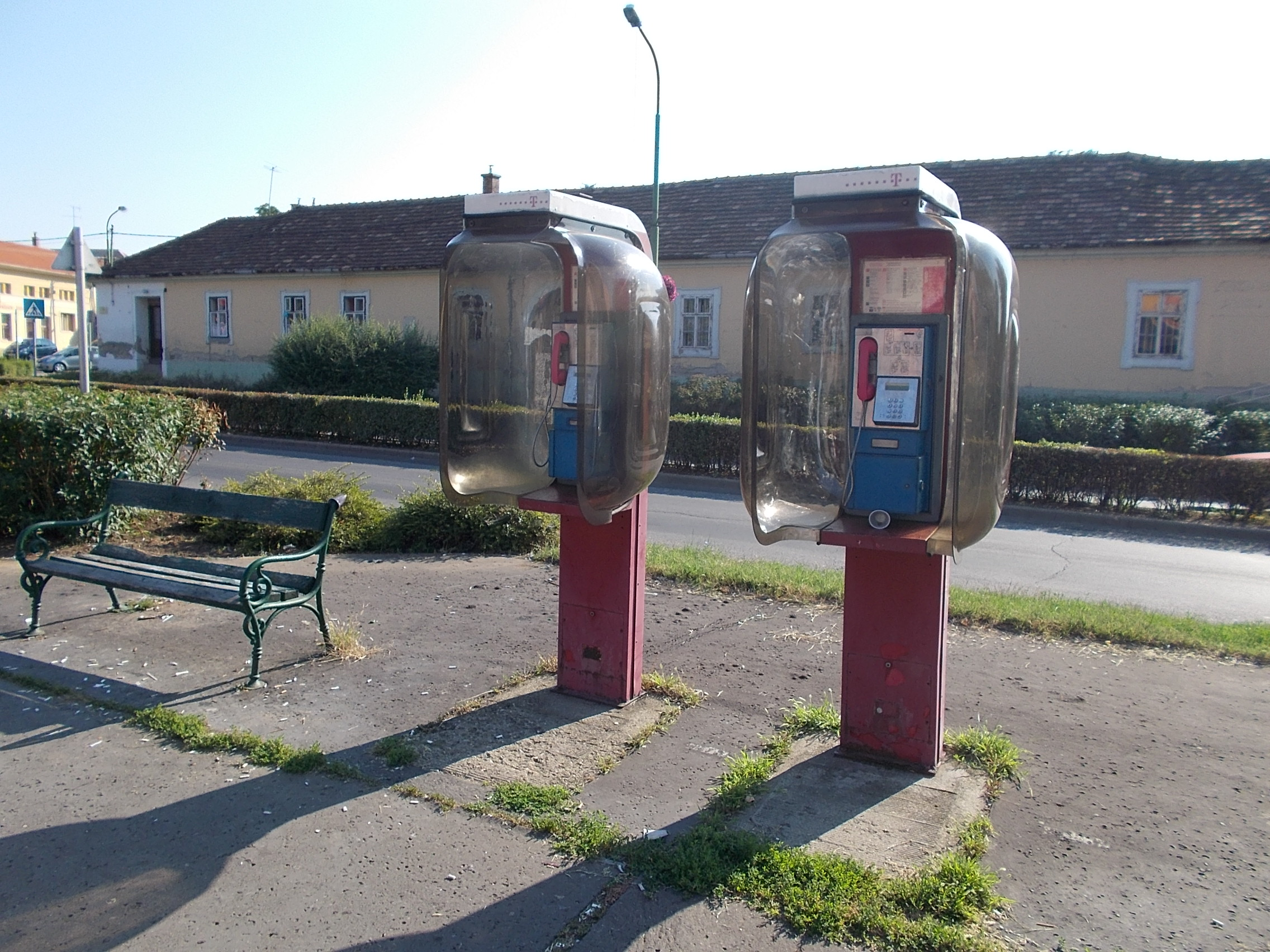
Nyilvános telefonok Gyöngyösön

A nyilvános telefon olyan vezetékes telefon, amely bárki által használatba vehető, amennyiben az illető a szolgáltatást megfizeti.

## Története
A telefonra kezdetekben hatalmas igény mutatkozott, a kielégítése műszakilag viszont nehezen volt megoldható. Az magántelefonok viszonylag kis forgalmat bonyolítottak le, mivel az első évtizedekben rendkívül drága volt a készülékek előfizetése. Az első nyilvános készülékkel egy connecticuti gépész, bizonyos William Gray jelentkezett, amit számos módosítás után 1889-ben helyeztek forgalomba. Telefontulajdonos vállalkozók a telefontársasággal olyan szerződést kötöttek, mely szerint dupla előfizetői díjat fizettek, ugyanakkor kitáblázták, hogy a telefon nyilvános. Az alkalmi telefonálók némi pénz fejében telefonálhattak. A társaságok külön készülékeket fejlesztettek ki, melyek kibírták az időjárás viszontagságait, a vandálok rongálásait, ezen kívül védett persely és érmebeszedő is tartozott hozzá. Voltak beltéri (üzlethelyiségben, szállodák halljában) és kültéri (utcai) telefonállomások. A kültéri telefonok páncélozottak voltak, a beltérieknél felügyelet volt, tehát nem volt szükség védelemre. A magyar telefonérme Boldogfai Farkas Sándor szobrász- és éremművész alkotása, amelyet 1946-tól 1970-es évekig a Magyar Posta által üzemeltetett nyilvános telefonkészülékeknél lehetett használni.

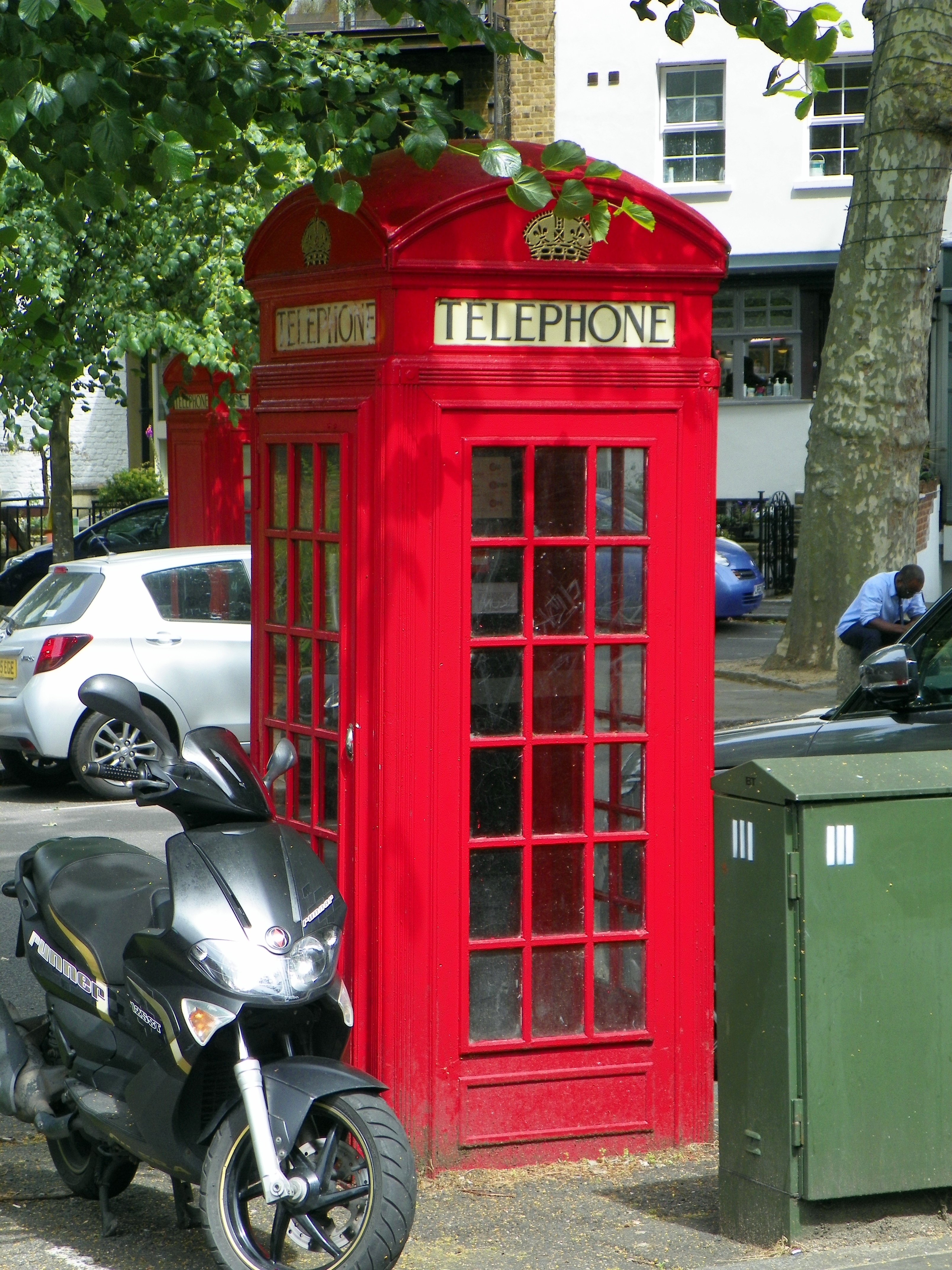
Jellegzetes brit telefonfülke

A kültéri telefonokat elsősorban fülkékben, erre készült telefonfülkékben szerelték fel, később költségmegtakarítás miatt a buborékos, azaz csak fedett és némi oldalfallal ellátott fülkéket is gyártottak. Voltak olyan országok is, ahol jellegzetes telefonfülkék készültek, melyek akár az ország szimbólumai közé is bekerültek, ilyenek voltak például az Egyesült Királyságban található piros telefonfülkék.
A hőskorban az alkalmi telefonáló felvette a kézibeszélőt, a kezelőnek megmondta a kért számot. A kezelő felcsengette a hívottat, majd felszólította a hívót, hogy dobjon be egy megfelelő érmét. Az érme hangját a kezelő hallotta, és összekapcsolta a két vonalat.
Az érme vagy fémpénz vagy tantusz volt. A tantusz egy külön megvásárolható érme volt. Egy egység először az érme méretét állapította meg, majd következett a súlymérés. A nem megfelelő érme kihullott a nyíláson. A segélykérő hívások ingyenesek voltak. Bizonyos országokban – de nem Magyarországon – a hívott költségére is lehetett telefonálni. Automata központok esetén az érmét előre kellett bedobni, majd tárcsázni. Ha nem jött létre beszédkapcsolat, az érme a kidobónyílásba került. A tantuszt a hetvenes évektől a rendes pénzérmék váltották fel. Az utolsó hazai tantuszos telefon állítólag a budapesti Gutenberg téren lévő ház árkádai alatt működött még az 1980-as évek elején. Az 1990-es években a kártyás telefonok is elterjedtek, ahol érme helyett egy elektronikus chippel rendelkező kártyával lehetett hívást kezdeményezni.

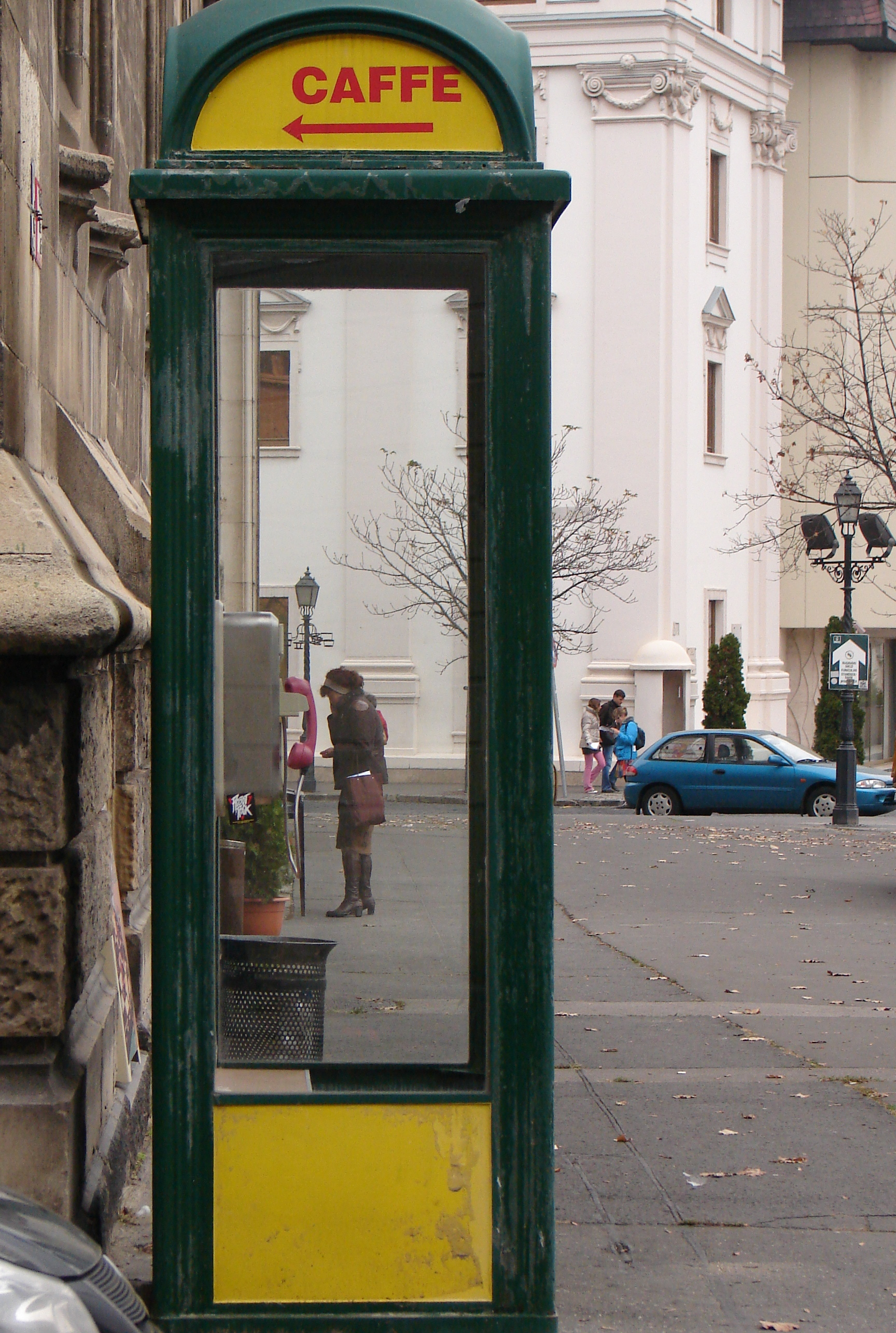
Régebbi magyar telefonfülke

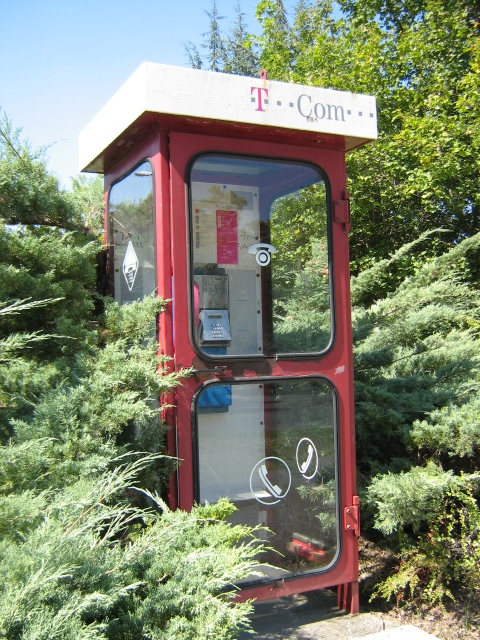
A kétezres évek magyar fülkéje

A mobiltelefonok és egyéb mobilkommunikációs eszközök elterjedése következtében a nyilvános készülékek száma jócskán lecsökkent, mivel a korábbi évtizedekhez képest drasztikusan visszaesett a használatuk, emiatt ráfizetéssé vált a fenntartásuk. Noha sok helyen manapság is találkozhatunk frekventált helyszíneken, például repülőtéren nyilvános készülékekkel, akadnak olyan országok is, amelyek időközben teljesen felszámolták a nyilvános telefonjait és telefonfülkéit, így tett Ukrajna és Csehország is. Az utolsó cseh telefonfülkéből a 2021-es elbontása előtt utoljára több mint két éve nem telefonáltak. Bizonyos országokban a nyilvános telefonokról indított helyi hívásokat ingyenessé tették pl. Ausztráliában. Svájcban 2019-ben szerelték le az utolsó telefonfülkét, de az országban jelenleg még 89 telefonfülke üzemel amelyeket a Telecab2000 üzemeltet és az összes telefonhívás a készülékekről ingyenes helyi telefonszámokra. Bizonyos országokban pl. Horvátországban, Görögországban a nyilvános telefonok pénzérme helyett chipkártyákkal működnek amelyeket általában kioszkokban, újságosüzletekben és benzinkutakon lehet megkapni.
Az ezredforduló óta Magyarország településeinek közterületeiről is fokozatosan eltűntek a telefonfülkék. A 2000-es évek elején még csaknem 30 ezer fülke 2021-re már kevesebb, mint ötezerre apadt, és ezek fenntartása is évente több százmillió forintos ráfizetéssel történik. A Nemzeti Média- és Hírközlési Hatóság (NMHH) kijelölő határozata szerint viszont a fenntartó Magyar Telekom kötelezett arra, hogy az egyetemes szolgáltatási területén minden háromezer főnél kisebb lélekszámú településen legalább egy, a nagyobb településeken pedig háromezer lakosonként legalább egy nyilvános telefonállomást üzemeltessen. Ettől függetlenül havonta fél órát sem használják ezeket a hazai nyilvános készülékeket. Az Európai Unió vonatkozó rendelkezésének értelmében a tagállamoknak folyamatosan felül kell vizsgálniuk a nyilvános készülékek fenntartását, figyelembe véve a nyilvános segélykérések lehetőségét. (A magyar pénzbedobós készülékek egyébként euróérméket is elfogadnak.) Az NMHH 2022-es közleménye szerint itthon is folyamatban van ilyen vizsgálat a nyilvános telefonok kihasználtságáról és társadalmi igényéről. Magyarországon a Magyar Telekom mellett az Invitel, a One és a Tarr (Magyar Telekom) is üzemeltet nyilvános telefonokat.

## „Leesett a tantusz”
Ez a szólás a 20. század eleje óta gyökeresedett meg a magyar nyelvben. Eredete onnan származik, hogy az illető bedobott egy tantuszt, tárcsázott, majd várt az összekapcsolásra. A hívott jelentkezésekor egy csengő-bongó hang volt hallható, amikor az érme beleesett a perselybe. A szólás akkor használatos, ha valaki csak sokára ért meg valamit, vagy sokára jön rá valamire. Például: „Hirtelen nem ugrott be, ki is az a Kovács Pista, de végül leesett a tantusz, hogy 20 éve kollégák voltunk.”